# یاسوکا سایتو
یاسوکا سایتو (انگلیسی: Yasuka Saitō؛ زادهٔ ۲۹ ژوئن ۱۹۸۷) بازیگر، Model اهل ژاپن است.